# Heterofobia
Heterofobia (heteroseksualizm i fobia) – wieloznaczny termin. Może być używany do opisania zjawiska odwrotnej dyskryminacji lub negatywnego nastawienia do osób heteroseksualnych i ich związków. Stosowanie pojęcia „heterofobia” w seksuologii jest ograniczone do nielicznych badaczy, zwłaszcza tych, którzy kwestionują badania Alfreda Kinseya dotyczące seksualności. Poza seksuologią nie ma jednolitego stanowiska co do znaczenia tego terminu, ponieważ jest on również używany w znaczeniu „lęku przed innością”.

## Dyskryminacja osób heteroseksualnych

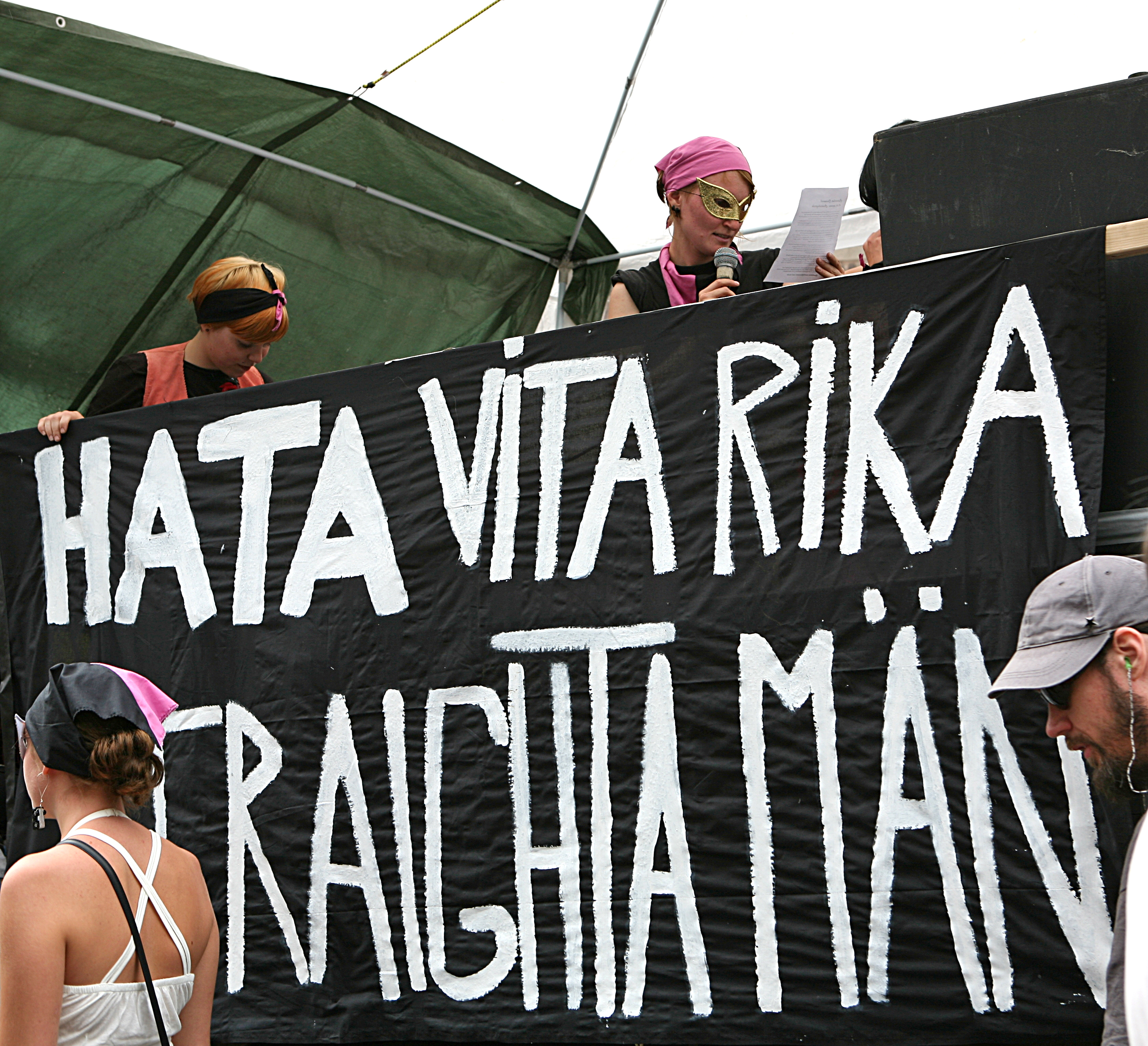
„Nienawidzimy białych, bogatych, heteroseksualnych mężczyzn” – hasło protestacyjne radykalnych feministek na paradzie w Sztokholmie. Feministki widzą symboliczne skupienie niezasłużonego przywileju lepszego traktowania białych (white privilege), mężczyzn (męski przywilej), bogaczy (rich privilege) i heteroseksualistów (straight privilege) jako przejawy opresji patriarchatu, zwłaszcza jako kombinację wszystkich z nich

Heterofobia jest irracjonalnym strachem przed heteroseksualizmem i heteroseksualistami, niechęcią i nienawiścią do nich oraz ich dyskryminacją. Stephen M. White i Louis R. Franzini wprowadzili pokrewny termin heteronegatywizm oznaczający szeroki zakres negatywnych uczuć, jakie niektóre osoby homoseksualne mogą żywić i wyrażać w stosunku do osób o orientacji heteroseksualnej. Określenie to jest preferowane w stosunku do pojęcia heterofobii, ponieważ nie implikuje ono ekstremalnego lub irracjonalnego lęku.

### Użycie terminu
Autorki książki All the rage: reasserting radical lesbian feminism określiły heterofobię jako chorobę lesbijskich separatystek, które mają polityczne zastrzeżenia wobec heteroseksualizmu i nie lubią mężczyzn.
Termin pojawia się m.in. w słowniku Dictionary of Sexuality autorstwa Francoeura oraz w takich książkach jak: Does Anyone Still Remember When Sex Was Fun?, Discriminate Or Diversify, Kinsey, Sex and Fraud, Bias in Psychotherapy, Encyclopedia of Feminist Theories i Routledge International Encyclopedia of Women.
Jako tytuł termin po raz pierwszy został użyty w opublikowanej w 1998 roku książce Heterophobia: Sexual Harassment and the Future of Feminism, w której autorka Daphne Patai opisuje koncept Przemysłu Molestowania Seksualnego, który jest wykorzystywany do separowania mężczyzn od kobiet, często dla osobistych lub politycznych korzyści i własnych interesów. W 2006 roku została wydana książka autorstwa Marka Czachorowskiego Heterofobia? Homoseksualizm a greckie korzenie Europy.

### Badanie White’a i Franziniego
W 1999 opublikowano badanie przeprowadzone przez Stephena M. White’a i Louisa R. Franziniego z San Diego State University, opublikowane w Journal of Homosexuality. Badanie przeprowadzono na grupie 60 studentów homoseksualnych i 60 studentów heteroseksualnych dopasowanych pod względem płci, wieku, rasy i wykształcenia.
W badaniu potwierdzono hipotezę, że poziom fobii u osób homoseksualnych wobec osób heteroseksualnych jest niższy niż poziom fobii u osób heteroseksualnych względem osób homoseksualnych. Dowiedziono również, że homoseksualne kobiety zgłaszały większy poziom fobii w stosunku do osób heteroseksualnych niż homoseksualni mężczyźni.

### Przejawy
W Wielkiej Brytanii związki partnerskie mogły zawierać tylko pary jednopłciowe, co zostało uznane za przejaw heterofobii. Od 31 grudnia 2019 związki partnerskie są już możliwe dla par heteroseksualnych.

### Nawiązania w kulturze
Heterofobia jest używana ironicznie w kulturze i sztuce do zobrazowania homofobii oraz ułatwienia osobom heteroseksualnym postawienie się w sytuacji osób homoseksualnych.

#### Użycie słowa
W utworze Criminal rapera Eminema pada tekst Homophobic? Nah, you're just heterophobic.

#### Edukacja antydyskryminacyjna przez odwrócenie ról
W 2009 Pam Rocker, artystka i aktywistka, wystawiła w Calgary sztukę Heterophobia, która przedstawia świat, w którym role zostały odwrócone: homoseksualizm stał się normą, a heteroseksualizm perwersją, przy czym „misją i nadzieją sztuki jest by eksplorować normy społeczne, burzyć stereotypy, rozbawiać ludzi i zachęcać do dialogu przez niekonwencjonalne metody”.
W 2011 Kim Rocco Shields wyreżyserowała film Miłość to wszystko, czego ci trzeba? (Love Is All You Need?) film z przesłaniem edukacyjnym obrazujący sytuację osób homoseksualnych przez przedstawienie świata odwróconego, gdzie osoby hetero są homo, a osoby homo są hetero. Celem filmu jest „zachęcenie publiczności do postawienia się w butach «innego» człowieka z nadzieją, by przybliżyć się do tolerancji i akceptacji i z dala od aktów przemocy fizycznej i słownej”.

## Fobia wobec inności
W innym znaczeniu może oznaczać lęk przed innymi, strach przed odrębnością lub strach przed płcią przeciwną. Strach przed płcią przeciwną uważany jest przez część psychoanalityków i teoretyków uczenia się za przyczynę niektórych zachowań homoseksualnych.